# Swindon Town F.C.
Câu lạc bộ bóng đá Swindon Town là câu lạc bộ bóng đá chuyên nghiệp có trụ sở tại Swindon, Wiltshire, Anh. Hiện nay, câu lạc bộ đang thi đấu tại League One, giải hạng ba trong hệ thống giải bóng đá Anh. Họ chơi trên sân nhà County Ground với sức chứa 15,728 người kể từ năm 1896. Biệt danh của Swindon Town là "Robins".
Swindon Town chỉ một lần duy nhất chơi ở Premier League tính đến thời điểm hiện tại khi họ giành quyền thăng hạng ở mùa giải 1992-93 nhờ đánh bại Leicester City trong trận play-off thăng hạng.

## Đội hình hiện tại

### Đội một
Tính đến 1 tháng 4 năm 2022.
Ghi chú: Quốc kỳ chỉ đội tuyển quốc gia được xác định rõ trong điều lệ tư cách FIFA. Các cầu thủ có thể giữ hơn một quốc tịch ngoài FIFA.
| Số | VT | Quốc gia | Cầu thủ                                  |
| -- | -- | -------- | ---------------------------------------- |
| 1  | TM | Ghana    | Joe Wollacott                            |
| 2  | HV | Anh      | Akin Odimayo                             |
| 3  | TV | Anh      | Ellis Iandolo                            |
| 4  | HV | Anh      | Dion Conroy (Đội trưởng)                 |
| 6  | HV | Pháp     | Mathieu Baudry                           |
| 7  | TV | Anh      | Ben Gladwin                              |
| 8  | TV | Úc       | Jordan Lyden                             |
| 9  | TĐ | Anh      | Josh Davison (Mượn từ Charlton Athletic) |
| 10 | TV | Anh      | Jack Payne (Đội phó)                     |
| 11 | TĐ | Anh      | Harry McKirdy                            |
| 12 | TM | Anh      | Lewis Ward                               |
| 13 | TM | Anh      | Steve Mildenhall                         |
| 14 | HV | Wales    | Brandon Cooper (Mượn từ Swansea City)    |
| 15 | TM | Anh      | Emmanuel Idem                            |

| Số | VT | Quốc gia         | Cầu thủ                                     |
| -- | -- | ---------------- | ------------------------------------------- |
| 16 | HV | Cộng hòa Ireland | Jake O'Brien (Mượn từ Crystal Palace)       |
| 17 | TV | Anh              | Jayden Mitchell-Lawson                      |
| 18 | HV | Anh              | Mandela Egbo                                |
| 19 | TĐ | Anh              | Louie Barry (Mượn từ Aston Villa)           |
| 20 | TV | Wales            | Jonny Williams                              |
| 23 | HV | Anh              | Joe Tomlinson (Mượn từ Peterborough United) |
| 24 | HV | Anh              | Rob Hunt                                    |
| 25 | TV | Anh              | Louis Reed                                  |
| 26 | TV | Anh              | Ryan East                                   |
| 28 | TV | Anh              | Ricky Aguiar                                |
| 29 | TĐ | Anh              | Harry Parsons                               |
| 32 | TV | Wales            | George Cowmeadow                            |
| 34 | HV | Anh              | Harrison Minturn                            |

### Cho mượn
Ghi chú: Quốc kỳ chỉ đội tuyển quốc gia được xác định rõ trong điều lệ tư cách FIFA. Các cầu thủ có thể giữ hơn một quốc tịch ngoài FIFA.
| Số | VT | Quốc gia | Cầu thủ                                 |
| -- | -- | -------- | --------------------------------------- |
| 15 | TM | Anh      | Emmanuel Idem (Đến Melksham Town)       |
| 30 | TV | Ý        | Mo Dabre (Đến Chippenham Town)          |
| 33 | TV | Anh      | Levi Francis (Đến Chippenham Town)      |
| 35 | HV | Anh      | Callum Winchcombe (Đến Chippenham Town) |

## Danh hiệu

### Mùa giải
- Football League (Hạng 2) (nay là Football League Championship):
  - Thắng Playoff (2): 1989–90, 1992–93
- Football League (Hạng 3) (nay là Football League One):
  - Vô địch (1): 1995–96
  - Á quân (2): 1962–63, 1968–69
  - Thắng Playoff (1): 1986–87
- Football League (Hạng 4) (nay là Football League Two):
  - Vô địch (2): 1985–86, 2011–12
- Southern League:
  - Vô địch (2): 1910–11, 1913–14
  - Á quân (4): 1897–98, 1908–09, 1909–10, 1912–13
- Western League:
  - Vô địch (1): 1898–99

### Cúp
- Football League Cup:
  - Vô địch (1): 1968–69
- Football League Trophy:
  - Vào chung kết (1): 2011–12
- FA Youth Cup:
  - Vào chung kết (1): 1964
- FA Charity Shield
  - Á quân (1): 1911

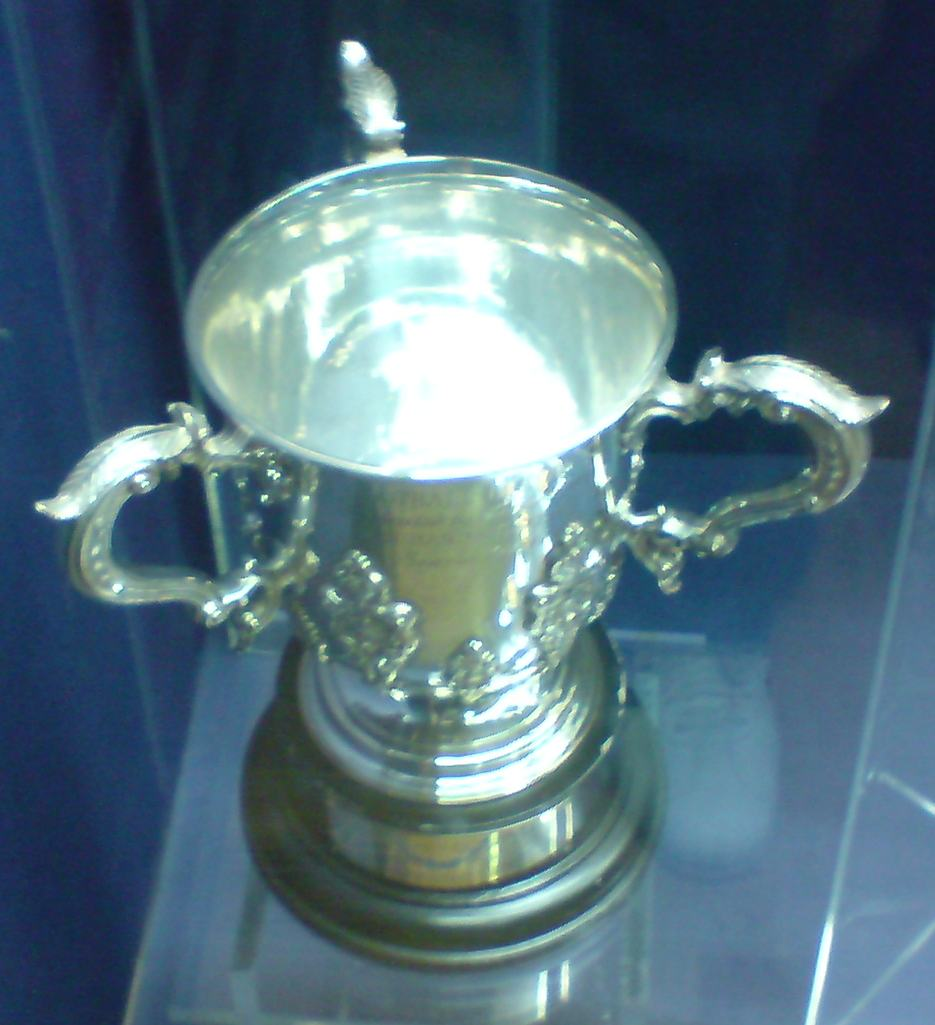
Swindon vô địch League Cup năm 1969.

- Football League Third Division South Cup:
  - Vào chung kết (1): 1935–36
- Anglo-Italian Cup:
  - Vô địch (1): 1969–70
- Anglo-Italian League Cup:
  - Vô địch (1): 1968–69
- Wiltshire Cup:
  - Vô địch (10): 1986–87, 1887–88, 1888–89, 1889–90, 1890–91, 1891–92, 1892–93, 1896–97, 1903–04, 1919–20
- Dubonnet Cup:
  - Vô địch (1): 1909–10
- Wiltshire Premier Shield:
  - Vô địch (28): 1927, 1928, 1929, 1930, 1931, 1932, 1933, 1948, 1949, 1951, 1952, 1953, 1954, 1955, 1956, 1958, 1959, 1972, 1974,1975, 1976, 1977, 1980, 1988, 1990, 1991, 1992, 2010
- Milk Cup Junior Section
  - Vô địch (1): 2006
- Milk Cup Northern Ireland Trophy
  - Vô địch (1): 2007